# Taraclia
Taraclia (en rumano: Taraclia) es una ciudad y comuna en el sur de Moldavia, centro administrativo del distrito homónimo. La mayoría de los habitantes de la ciudad son búlgaros de Besarabia.

## Toponimia
El nombre de la ciudad en otros idiomas de importancia en el asentamiento es Tarakliya (en búlgaro: Тараклия; en ruso: Тараклия; en ucraniano: Тараклія).

## Geografía
Taraclia limita con la región autónoma de Gagaúzia y con el distrito de Cahul. Taraclia se sitúa a 3 km de la frontera con el óblast de Odesa, Ucrania.

## Historia
Según cifras oficiales, Taraclia fue fundada en 1813 por inmigrantes búlgaros, aunque se establecieron allí mucho antes. La ciudad es uno de los asentamientos búlgaros más antiguos del siglo XIX en lo que entonces era el sur de Besarabia. Los primeros colonos llegaron a Taraclia durante la guerra ruso-turca de 1806-1812. En 1821 se instaló un gran grupo, que originalmente estaba ubicado en el cercano pueblo de Aluatu. Después de la guerra ruso-turca de 1828-1829, una gran proporción de inmigrantes búlgaros se establecieron en Besarabia y en Taraclia, unas 49 familias se establecieron en la ciudad. La última ola migratoria se produjo en 1854, cuando se establecieron allí 241 personas. Al tener derechos de colonos, construyeron casas e iglesias y tuvieron hijos, aprovechando varias décadas de privilegios que les concedió el gobierno imperial ruso. A mediados del siglo XIX, el famoso explorador Apollon Skalkowski escribió sobre ellos: "Los residentes, los buenos anfitriones, los grandes rebaños de ganado vacuno y ovino, y mucho para el éxito de la horticultura y la viticultura, y las mujeres que cultivaban moreras, recolectaban los capullos y tienen seda en grandes cantidades"
A principios del siglo XX, la construcción del ferrocarril Bender-Reni dio un nuevo impulso al desarrollo de Taraclia. Durante el período de entreguerras, la ciudad fue la sede de Plasa Traian, en el condado de Cahul del reino de Rumania. Los búlgaros, a diferencia del resto de Besarabia, no dieron la bienvenida a los rumanos porque temían por su cultura y su lengua. De hecho, muchos de ellos se vieron obligados a emigrar.
En junio de 1940, Taraclia fue ocupada por el Ejército Rojo, junto con el norte de Bucovina y Besarabia, tras el pacto Ribbentrop-Mólotov. Entonces comenzó el proceso de colectivización forzada, represión y hambruna. En 1947, Taraclia se convirtió en el centro administrativo del distrito del mismo nombre. 
De 2011 a 2016, el alcalde de Taraclia fue Serguei Filipov, quien abogó por conceder al distrito de Taraclia el estatus de autonomía nacional-cultural búlgara y pretendía plantear la cuestión de la anexión de la región a la vecina Gagaúzia.

## Demografía
La evolución de la población de Taraclia entre 1877 y 2016 fue la siguiente:
| 3029                         | 14 851 | 13 756 | 13 756 | 12 355 | 14 900 |
| (Fuente: Localitati Moldova) |        |        |        |        |        |

Según el censo de 2014, los búlgaros de Besarabia representaban el 77,4% de los habitantes; los rumanos, el 6,5%; los gagaúzos, el 5,9%; los rusos, el 5,1%; y los ucranianos, el 3%.Junto con Parcani en Transnistria, Taraclia es uno de los pocos asentamientos más grandes fuera de Bulgaria habitados predominantemente por búlgaros.

## Economía
La economía de la ciudad se compone del sector agrícola y la industria procesadora de la producción agrícola. En el territorio de la ciudad opera la Zona Libre de Emprendimiento, donde operan 9 agentes económicos.

## Infraestructura

### Arquitectura, monumentos y lugares de interés
En Taraclia hay un museo etnográfico sobre los búlgaros de Besarabia.

### Educación
La Universidad Estatal de Taraclia, cofinanciada por Bulgaria y Moldavia, se creó en 2004 y sus idiomas de enseñanza son el búlgaro y el rumano.

### Transporte
Taraclia está conectada con Chisináu, por ferrocarril y por las autopistas R38-E584.

## Galería

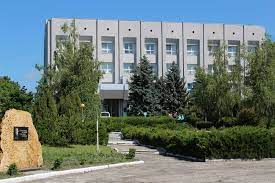
Universidad Estatal de Taraclia
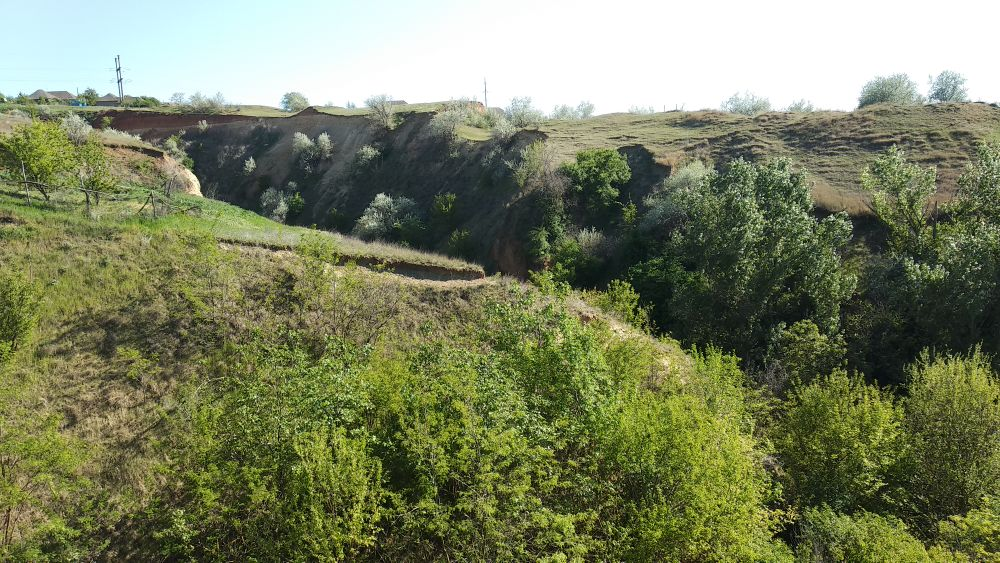
Saliente rocoso cerca de Taraclia

## Personas destacadas
- Olimpi Panov (1852-1887): revolucionario, político y ministro de Defensa búlgaro en el tercer gabinete de Petko Karavelov.
- Nikolai Paslar (1980): deportista búlgaro que compitió en lucha libre, ganador de dos medallas en el Campeonato Mundial de Lucha (2001 y 2005).

## Ciudades hermanadas
Taraclia está hermanada con las siguientes ciudades:
- Aksakovo, Nova Zagora, Sliven; Bulgaria.